# 烏普頓公園站
烏普頓公園站（英語：Upton Park tube station）是倫敦地鐵區域線和漢默史密斯及城市線的車站，位於倫敦東部紐漢區烏普頓公園地區格林街。本站屬於倫敦軌道運輸第3收費區。本站開通於1877年，當時屬於倫敦、提伯利及紹森德鐵路。
1904-2016年，本站曾是服務博林球場（又稱烏普頓公園球場）的主要車站。該球場已於2016年被拆卸。
截至2022年10月，本站出入口至月台間並未設有無障礙通道。

## 歷史
本站是倫敦、提伯利及紹森德鐵路上首個由物業發展商興建的車站，於1877年9月啟用。
1897年，倫敦、提伯利及紹森德鐵路公司與區域鐵路公司共同擁有的白教堂及堡鐵路公司獲准興建白教堂至貝門利站以西一段鐵路，以連接倫敦、提伯利及紹森德鐵路和區域鐵路。1902年6月2日，此段鐵路通車。區域鐵路部分列車服務向東延伸至東漢姆。本站自此開始有區域鐵路服務。
1903-05年，倫敦、提伯利及紹森德鐵路公司為貝門利至東漢姆一段鐵路四軌化，並將其中兩軌電氣化。1905年9月，隨著電氣化路段延伸至東漢姆，區域鐵路的電氣化列車開始服務本站。
1912年，倫敦、提伯利及紹森德鐵路公司被米德蘭鐵路公司收購。1923年1月1日，米德蘭鐵路公司與其他鐵路公司合併成倫敦、米德蘭和蘇格蘭鐵路公司。自此本站的城際列車服務改由倫敦、米德蘭和蘇格蘭鐵路公司提供。
1933年7月1日，區域鐵路公司被公有化，其資產轉移至政府成立的倫敦客運委員會。區域鐵路亦改稱區域線，自此倫敦客運委員會於本站提供區域線服務。
為了緩解區域線白教堂以東路段的擁擠情況，倫敦客運委員會於1936年將部分大都會線漢默史密斯—新十字/新十字門（直通東倫敦線）的列車服務改為漢默史密斯—巴金（直通區域線） 。自此本站開始提供前往漢默史密斯的列車服務。1939年11月，大都會線漢默史密斯—巴金的列車服務縮短為漢默史密斯—白教堂，同時阿克斯橋—阿爾德門的列車服務延長為阿克斯橋—巴金。
由於運作問題，倫敦客運委員會於1941年將大都會線列車服務重新改為漢默史密斯—巴金及阿克斯橋—阿爾德門。本站重新提供前往漢默史密斯的列車服務。
1948年，倫敦、米德蘭和蘇格蘭鐵路公司被國有化，本站的城際列車服務改由英國鐵路公司提供。於1950年代早期，英國鐵路公司推出了一系列改善鐵路系統的計劃，計劃包括：
- 電氣化倫敦、提伯利及紹森德線，並更新信號系統
- 完全分離倫敦、提伯利及紹森德線及倫敦地鐵列車的運行軌道

以上計劃於1950年代後期至1960年代早期陸續實施。隨著鐵路電氣化，國鐵列車不再停靠霍恩徹奇、達格納姆東、貝肯翠、東漢姆、本站、普拉斯托和貝門利各站。因此本站不再提供城際列車服務。
1990年7月30日，大都會線漢默史密斯至巴金的列車服務獲升格獨立成線，稱為漢默史密斯及城市線。本站亦因此成為漢默史密斯及城市線的車站。

## 列車班次
本站於非繁忙時段的列車班次每小時為：

### 區域線
- 6班 西行 往伊靈大道
- 6班 西行 往奇蒙
- 3班 西行 往溫布頓 （平日19:33後、週六及公眾假期20:34後、週日18:54-22:47間不設服務）

西行往溫布頓的列車並非全日服務。平日由本站開往溫布頓的尾班車於19:33開出，週六及公眾假期則為20:34。週日18:54後，則只有兩班列車，分別於22:47和23:18開出。
- 12班 東行 往上敏斯特
- 3班 東行 往巴金

### 漢默史密斯及城市線
- 6班 西行 往漢默史密斯站

- 6班 東行 往巴金

## 接駁交通
倫敦巴士 58、 104、330和376線均服務本站。

## 車站相片

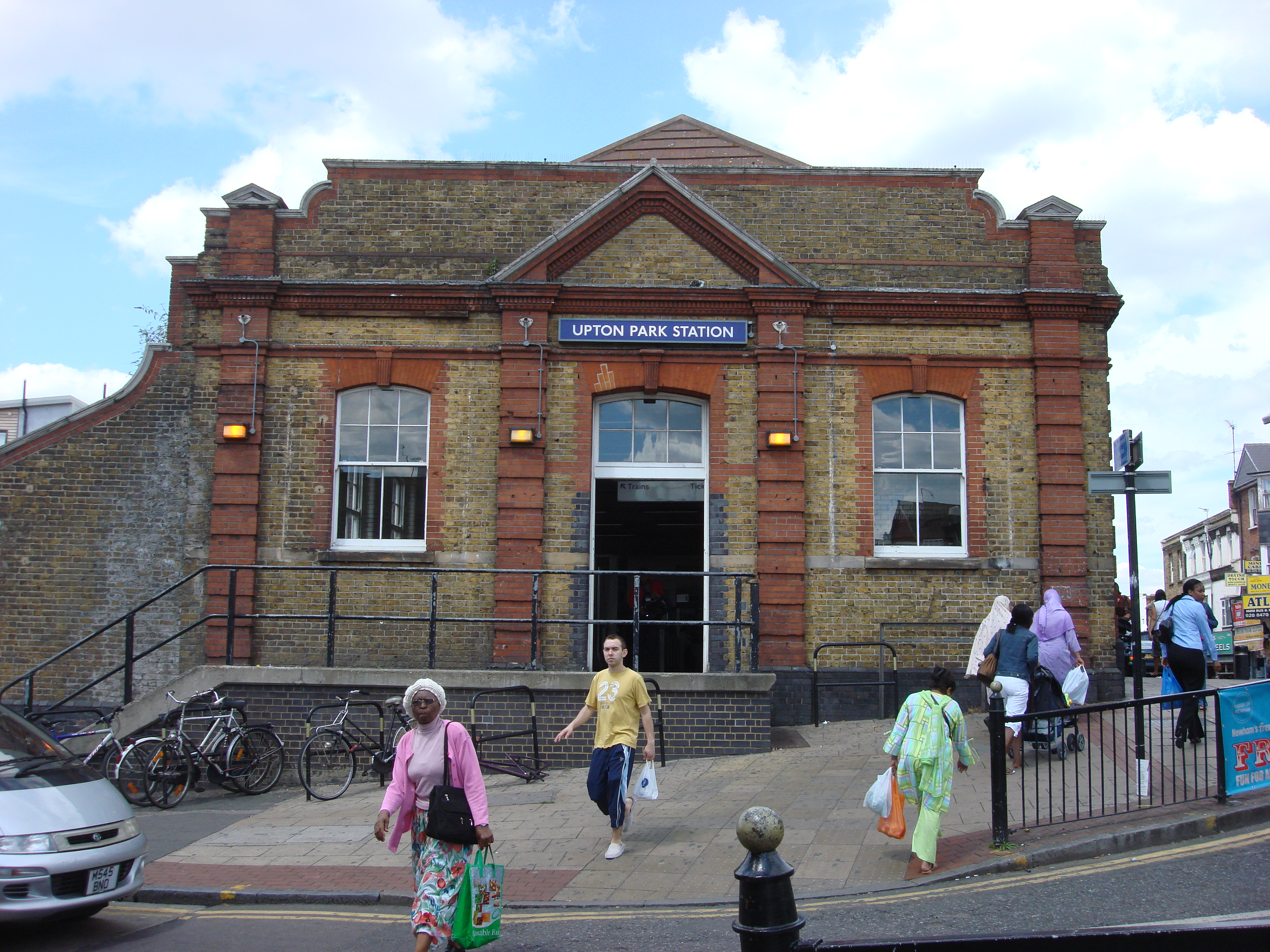
側面入口
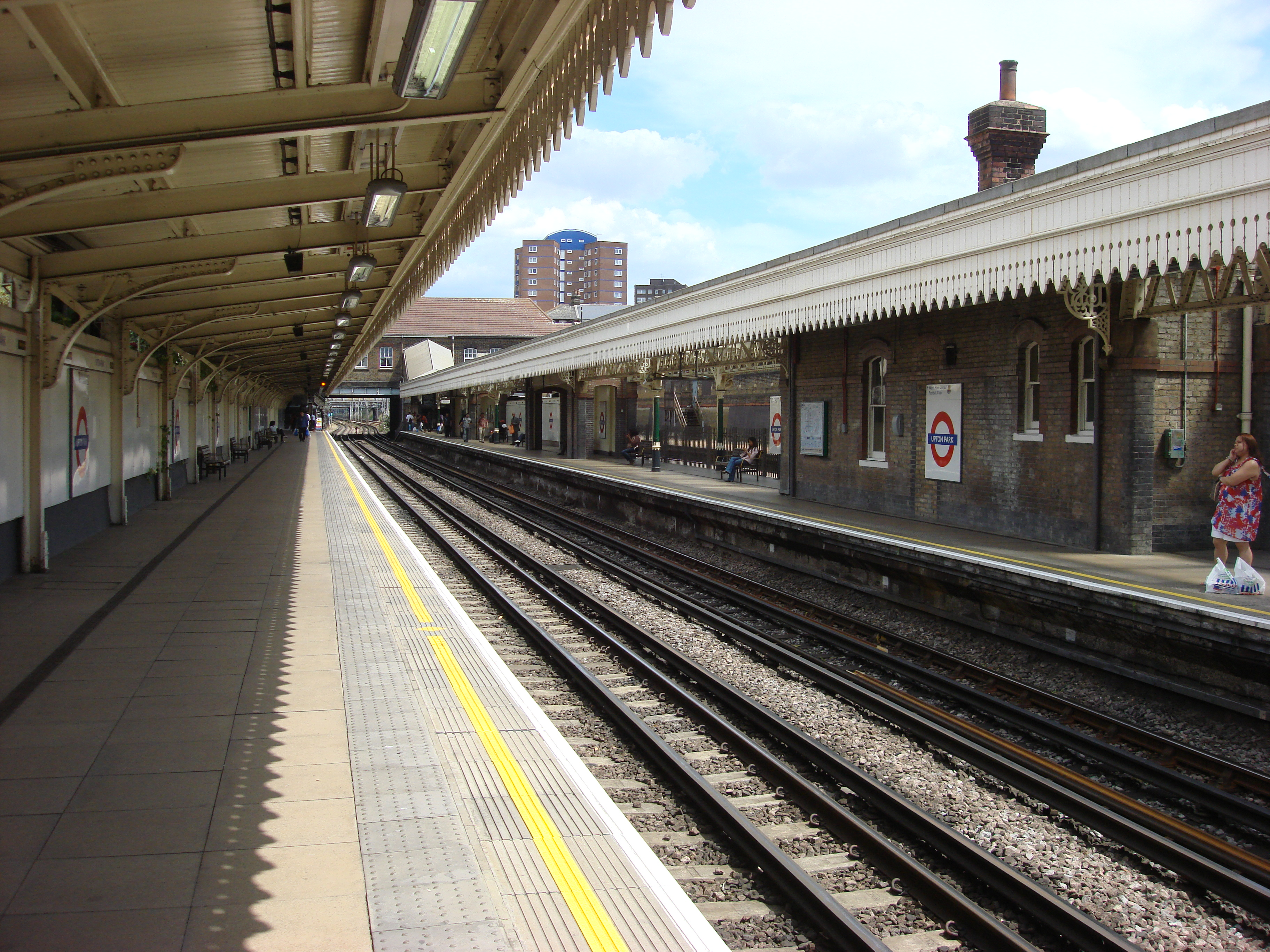
東行月台，視角向東
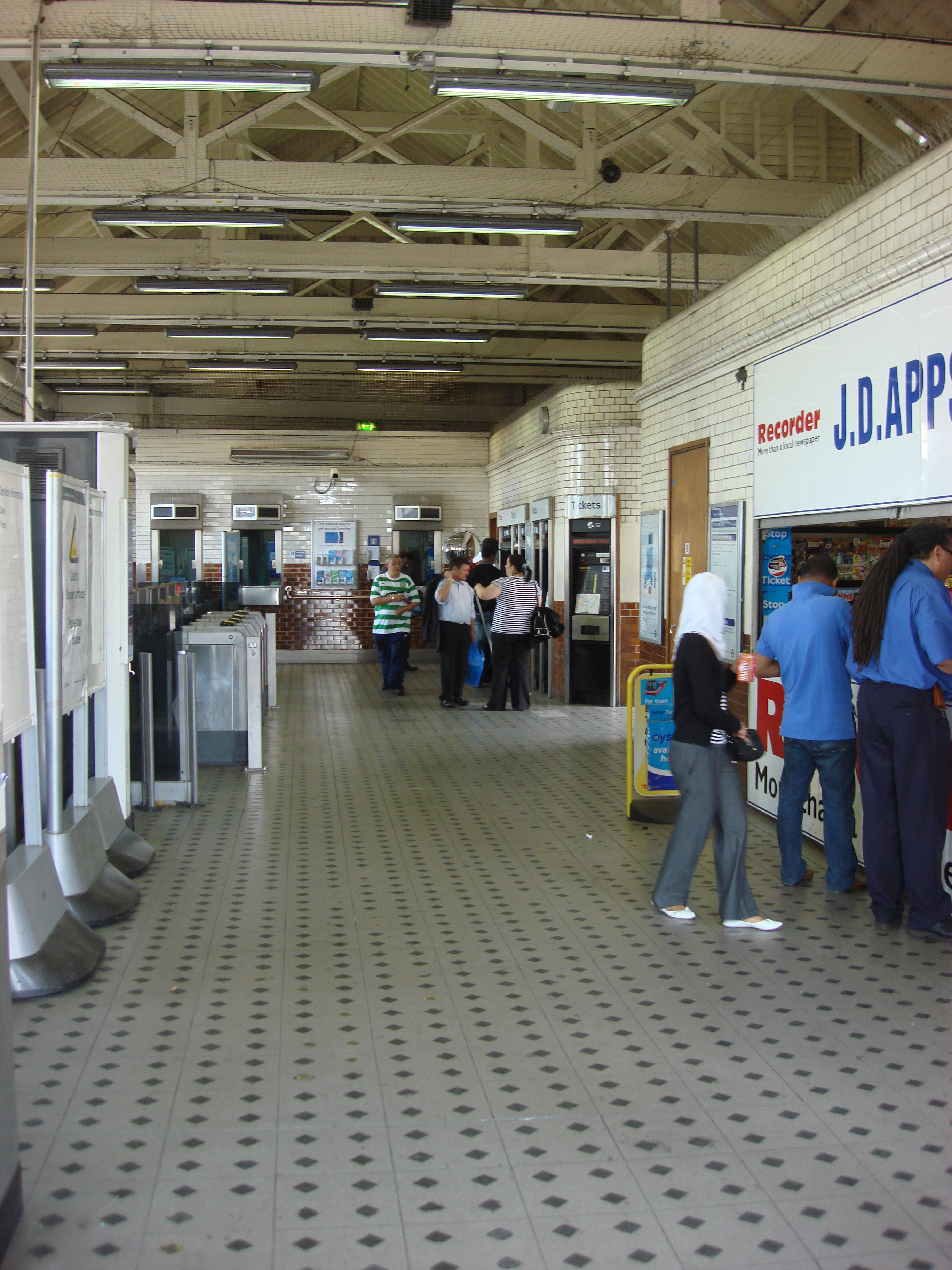
票務處
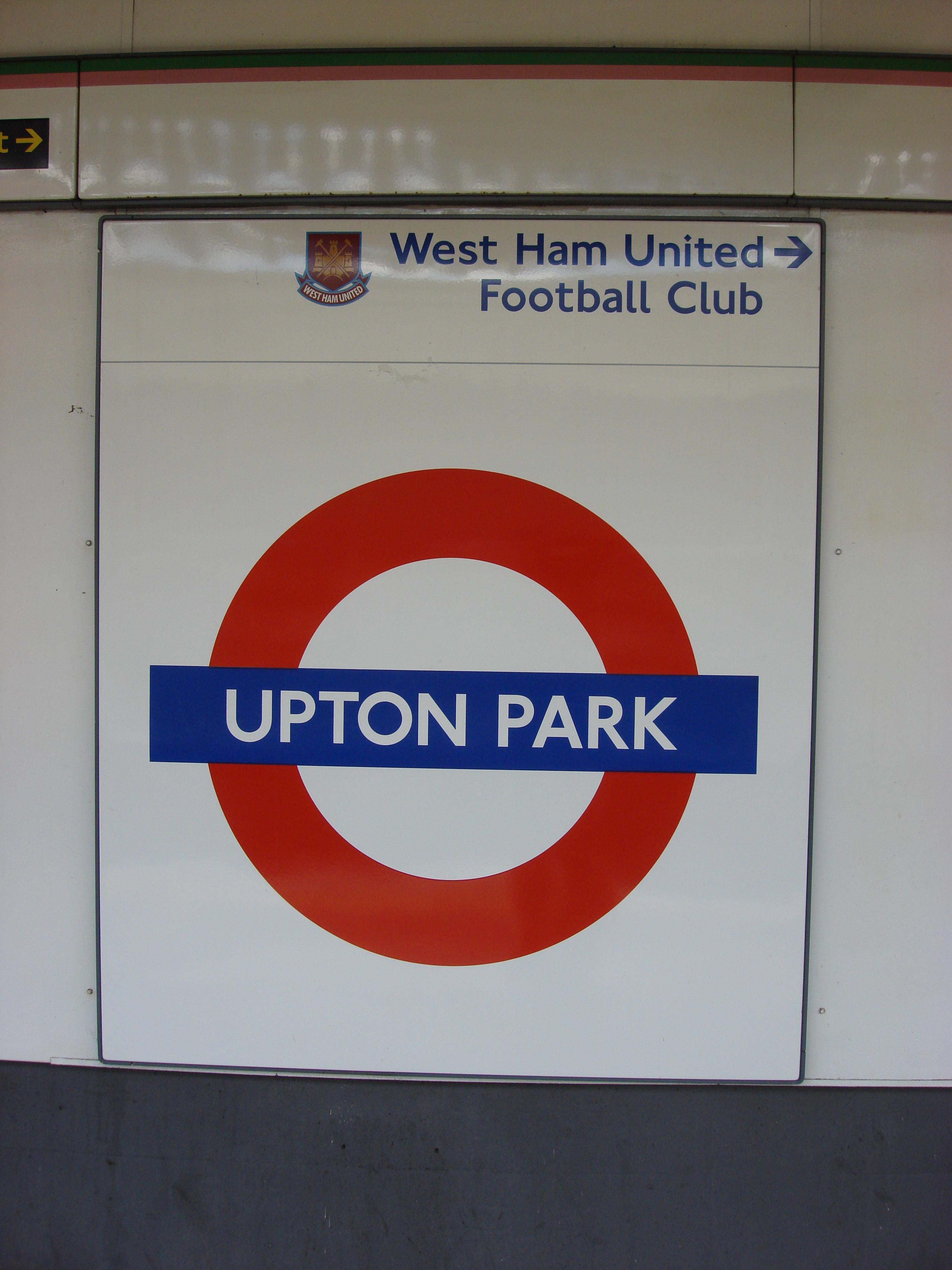
月台圓標